# Cicatrice d'Alice
La Cicatrice d'Alice est un canyon situé sur les pitons du Carbet en Martinique. 
Avec un dénivelé de 554 m, la succession de sauts de la Cicatrice d'Alice forme les plus hautes chutes d'eau de la Martinique et des Antilles françaises. 
Les cascades s'écoulent sur les flancs du Morne Piquet situé sur la commune du Morne-Vert. Les chutes sont surtout visibles après de fortes pluies notamment en saison d'hivernage (saison des pluies), le reste du temps elles ont un faible débit et sont souvent taries en période de carême (saison sèche).
Le canyon a été parcouru pour la première fois en 2009 par un  guide de canyoning qui, l'observant depuis la résidence le jardin d'Alice à Montjoly (commune du Morne-Vert), lui a donné ce nom avant de réaliser la première avec deux autres canyonneurs.